# Consolida leptocarpa
Consolida leptocarpa är en ranunkelväxtart som beskrevs av Sergej Arsenjevitj Nevskij. Consolida leptocarpa ingår i släktet åkerriddarsporrar, och familjen ranunkelväxter. Inga underarter finns listade i Catalogue of Life.